# 联邦星舰进取号 (NCC-1701-J)
联邦星舰进取号 (NCC-1701-J)是星际旅行系列影集中的一艘艦艇，存在于一个可能版本時間線的26世纪未來中，根據官方設定集其長度達3.6公里，是初代企業號290米和銀河級企業號D  642米尺寸的許多倍。

## 劇情
进取号J在《星际旅行：进取号》的一集“Azati主星”中，在时间旅行场景中短暂出现。它的船员中包括了新地人一族的成员。该船与其他联邦星舰组成了一个舰队，在Procyon Five的战斗中抵抗球体建造者。进取号J的船员丹尼尔将乔纳森·阿彻从22世纪带到26世纪，因此阿彻目击了这场战斗。阿彻在回到22世纪后便寻求与新地人携手对抗早期的球体建造者。
設定集中表明由於尺寸的廣大，內部移動方面傳統的星艦電梯式移動器被一種小型穿梭機或光傳輸送取代，同時利用了宇宙中零重力環境，艦內並無明確上下之分，窗戶遍佈碟型體的上下兩側，不同甲板的「地面」可能是別的甲板的顛倒或側面，同時還取消了集中式的艦橋控制概念，所以沒有艦橋。
在官方設定集中還提到它有一種姊妹艦剛果級(Congo class) 有稍小的長度約3公里，但擁有雙艦身，也就是可分離的圓盤，較接近銀河級的傳統設計。

## 文化
进取号-J还出现在
- 2005年的《星舰图集》（Ships of the Line）日历上，该日历列出了《星际旅行》系列这些年来各种星舰的图片。
- 2006年出版的《星舰图集》（Ships of the Line）一书中。
- 《星际旅行杂志》（Star Trek Magazine）第一刊的海报上。
- star trek online遊戲中可以購買企業號J並實際操作